# James B. Howell
James B. Howell (Morristown, 1816. július 4. – Keokuk, 1880. június 17.) az Amerikai Egyesült Államok szenátora (Iowa, 1870–1871).